# NGC 4235
NGC 4235 = IC 3098 ist eine Spiralgalaxie mit aktivem Galaxienkern vom Hubble-Typ Sa im Sternbild Jungfrau auf der Ekliptik. Sie ist schätzungsweise 104 Millionen Lichtjahre von der Milchstraße entfernt und hat einen Durchmesser von etwa 135.000 Lichtjahren. Unter der Katalognummer VCC 222 ist sie als Mitglied des Virgo-Galaxienhaufens gelistet. Gemeinsam mit NGC 4246 und NGC 4247 bildet sie das Galaxientrio Holm 359. 

Im selben Himmelsareal befinden sich u. a. die Galaxien NGC 4223, NGC 4224, NGC 4233, NGC 4241.

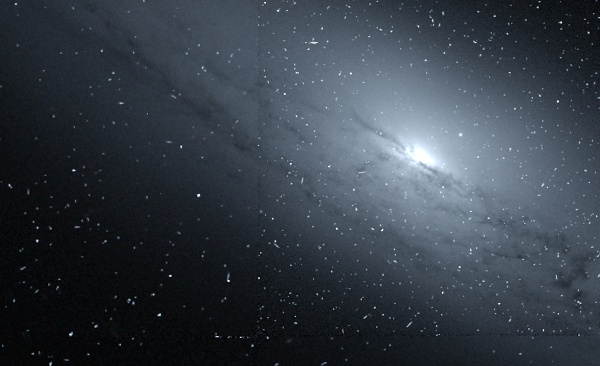
Detaillierte Aufnahme des Zentrums, Hubble-Weltraumteleskop

Das Objekt wurde am 23. Januar 1784 von dem Astronomen William Herschel mit Hilfe seines 18,7-Zoll-Teleskops entdeckt und als NGC 4235 katalogisiert. Der IC 3098-Eintrag geht auf den Astronomen Arnold Schwassmann zurück, der das Objekt am 30. Oktober 1899 beobachtete.